# Милош Борисов
Милош Борисов (Бијело Поље, 3. септембар 1985) је црногорски кошаркаш. Игра на позицији крила.

## Каријера
Борисов је каријеру започео у екипи Хемофарма, за чији је први тим дебитовао у сезони 2003/04. Једну сезону је провео на позајмици у ОКК Београду. У екипи из Вршца остаје до 2011. када одлази у италијански Терамо. Након једне сезоне се враћа у Србију и потписује једногодишњи уговор са Радничким из Крагујевца. Пред почетак сезоне 2013/14. потписао је отворени уговор са Војводином Србијагас. Напушта их у јануару 2014. када потписује уговор са мађарским Шопроном. У јуну 2015. постаје члан Солнока и са њима проводи наредне две сезоне.

## Репрезентација
Борисов је наступао за репрезентацију Црне Горе на Европском првенству 2011. у Литванији.

## Успеси

### Клупски
- Хемофарм:
  - Јадранска лига (1) : 2004/05.
- Солнок Олај:
  - Првенство Мађарске (1) : 2015/16.